# Mauri Grashin
Mauri Grashin, de son vrai nom Maurice Grashin, est un scénariste américain né le 14 janvier 1901 dans l'Illinois et mort le 1er février 1991 à Los Angeles (Californie).

## Filmographie
Longs métrages
- 1932 : Exposed de Albert Herman
- 1933 : Jimmy and Sally de James Tinling
- 1933 : The Big Chance de Albert Herman
- 1933 : The Last Trail de James Tinling
- 1934 : Jours heureux de W. S. Van Dyke
- 1941 : I'll Wait for You de Robert B. Sinclair
- 1941 : Mountain Moonlight de Nick Grinde
- 1942 : Ice-Capades Revue (en) de Bernard Vorhaus
- 1942 : Pardon My Stripes de John H. Auer
- 1942 : Sleepytime Gal de Albert S. Rogell
- 1942 : Sons of the Pioneers (en) de Joseph Kane
- 1942 : L'Équipe aux nerfs d'acier de Frank McDonald
- 1942 : X Marks the Spot de George Sherman
- 1946 : Roll on Texas Moon de William Witney
- 1948 : Arthur Takes Over de Mal St. Clair
- 1969 : Filles et show-business de Peter Tewksbury

## Nominations
- Oscars du cinéma 1935 : Oscar de la meilleure histoire originale pour Jours heureux